# Phytophthora cactorum
Phytophthora cactorum là một sinh vật gây bệnh cho cây, chúng làm thối rữa rễ các loài đỗ quyên và nhiều loài khác.